# Francisco Peña Romero
Francisco Peña Romero, conocido como Paco Peña (Jerez de los Caballeros, provincia de Badajoz, España, 25 de julio de 1978), es un exfutbolista español que jugaba como lateral izquierdo.

## Trayectoria
Comenzó jugando en las categorías inferiores del club de su tierra, el Jerez C.F.. Debuta en el primer equipo en la campaña 1996-1997, temporada en la que el Jerez C.F. se proclama campeón del grupo extremeño de tercera división. En la temporada siguiente (1997-1998) consigue un nuevo campeonato en tercera con el Jerez C.F., logrando además el ascenso a Segunda División B.
En la temporada 1998-1999 tras una primera vuelta espectacular con el Jerez C.F. en el grupo IV de 2ºB, el Levante UD se interesó por los servicios del lateral y lo fichó para su proyecto de ascenso a 2º A. De esa forma cambió de equipo a mitad de temporada y con los Granotes consiguió el campeonato en el grupo III y ascenso a la División de Plata el 26 de junio de 1999 en la Ciudad Deportiva del Real Madrid (0-2). Con el Levante jugó tres temporadas completas en Segunda División A, jugando un total de 54 partidos como titular. 
En la temporada 2002-2003 ficha por el Albacete Balompié, con el que de nuevo logró un ascenso, esta vez a primera división. La campaña (2003-2004) fue titular en 32 partidos, ayudando al Albacete a mantenerse en la máxima categoría durante dos temporadas seguidas. Con el Albacete jugó un total de cuatro temporadas, la última (2005-2006) en la Segunda División.
Una vez finalizada su etapa en Albacete, el Real Murcia le ficha en el verano de 2006. Después de una excelente campaña 2006-2007 como titular indiscutible, consigue con el equipo pimentonero su cuarto ascenso personal, el segundo a 1.ª división. En la campaña 2007-2008, tras un gran inicio de temporada en la máxima categoría, no pudo evitar el descenso a Segunda División. Con el club pimentonero jugará durante tres temporadas completas un total de 108 partidos en liga (25 en 1º y 73 en 2ºA)
Hay que destacar que Paco Peña participó en el primer partido oficial de la Selección de fútbol de Extremadura disputado en Badajoz el 28 de diciembre de 2007 frente a la selección nacional de Guinea Ecuatorial (2-1 a favor de los extremeños).
Tras finalizar su contrato con el Real Murcia ficha por el Hércules de Alicante en el verano de 2009. En la primera campaña con el equipo alicantino en 2º División (2009-2010) juega un total de 29 partidos a un excelente nivel, superando la cifra de 200 partidos disputados en la categoría de plata del fútbol español. En esta temporada logra su quinto ascenso, el tercero a 1.ª División. La temporada siguiente (2010-2011) afronta su cuarta campaña en la máxima categoría, jugando un total de 28 partidos. Pero tras una liga bastante irregular del equipo, este desciende a 2.ª División. En el Hércules permanecerá un total de 9 temporadas seguidas (una el 1º, cuatro en 2ºA y cuatro en 2ºB), siendo el cuarto jugador que más partidos oficiales ha vestido la camiseta del equipo alicantino en su centenaria historia (315).
En el verano de 2018 ficha por el CF Intercity de San Juan de Alicante equipo de reciente fundación (2017) y que militaba en la liga Preferente Valenciana. Con este equipo logra dos ascensos más, el primero al grupo valenciano de la tercera división en la temporada 2018-2019, y en el segundo a la nueva competición 2º RFEF (antigua 2ºB) en la temporada (2020-2021).
En total Paco Peña ha logrado a lo largo de su dilatada carrera siete ascensos de categoría (tres a 1º, uno a 2ºA, uno a 2ºB, uno a 2ºRFEF y uno a 3º).

## Clubs
| Club              | Temporada  | Categoría             | Partidos | Goles |  |
| ----------------- | ---------- | --------------------- | -------- | ----- |  |
| Jerez C.F.        | 1997-1998  | Tercera División      | SC       | 0     |  |
| Jerez C.F.        | 1998-1999  | Segunda División B    | 18       | 0     |  |
| Levante UD        | 1998-1999  | Segunda División B    | 15       | 0     |  |
| Levante UD        | 1999-2000  | Segunda División      | 14       | 0     |  |
| Levante UD        | 2000-2001  | Segunda División      | 9        | 0     |  |
| Levante UD        | 2001-2002  | Segunda División      | 31       | 0     |  |
| Albacete Balompié | 2002-2003  | Segunda División      | 24       | 1     |  |
| Albacete Balompié | 2003-2004  | Primera División      | 32       | 0     |  |
| Albacete Balompié | 2004-2005  | Primera División      | 33       | 0     |  |
| Albacete Balompié | 2005-2006  | Segunda División      | 31       | 0     |  |
| Real Murcia       | 2006-2007  | Segunda División      | 37       | 0     |  |
| Real Murcia       | 2007-2008  | Primera División      | 35       | 0     |  |
| Real Murcia       | 2008-2009  | Segunda División      | 36       | 0     |  |
| Hércules CF       | 2009-2010  | Segunda División      | 29       | 0     |  |
| Hércules CF       | 2010-2011  | Primera División      | 28       | 0     |  |
| Hércules CF       | 2011-2012  | Segunda División      | 40       | 0     |  |
| Hércules CF       | 2012- 2013 | Segunda División      | 37       | 1     |  |
| Hércules CF       | 2013- 2014 | Segunda División      | 34       | 0     |  |
| Hércules CF       | 2014- 2015 | Segunda División B    | 39       | 1     |  |
| Hércules CF       | 2015- 2016 | Segunda División B    | 40       | 1     |  |
| Hércules CF       | 2016- 2017 | Segunda División B    | 34       | 1     |  |
| Hércules CF       | 2017- 2018 | Segunda División B    | 26       | 1     |  |
| CF Intercity      | 2018- 2019 | Preferente Valenciana | 36       | 2     |  |
| CF Intercity      | 2019- 2020 | Tercera División      | 21       | 3     |  |
| CF Intercity      | 2020- 2021 | Tercera División      | 21       | 0     |  |

- Datos: Q1442163